# Список основных автодорог Северо-Западных территорий
Автодороги Северо-западных территорий Канады находятся в ведении министерства транспорта правительства Северо-западных территорий. В Северо-Западных территориях функционирует 8 основных всесезонных дорог. На основных дорогах расположено пять паромных переправ. Кроме того часть дорог функционирует только в зимний период.

## Автодороги
Ниже представлен список территориальных дорог в порядке их нумерации департаментом. 
| Номер | Название               | Оригин.название               | Начало                                  | Конец                | Общая протяженность | Протяженность по СЗТ |
| ----- | ---------------------- | ----------------------------- | --------------------------------------- | -------------------- | ------------------- | -------------------- |
| 1     | Трасса Маккензи        | англ. Mackenzie Highway       | Гримшоу, Альберта                       | Ригли, СЗТ           | 1152,0              | 687,0                |
| 2     | Трасса Хей-Ривер       | англ. Hay River Highway       | Энтерпрайз, СЗТ                         | Хей-Ривер, СЗТ       | 48,6                | 48,6                 |
| 3     | Трасса Йеллоунайф      | англ. Yellowknife Highway     | около Форт-Провиденс, СЗТ               | Йеллоунайф, СЗТ      | 338,8               | 338,8                |
| 4     | Трасса Ингрэхэм        | англ. Ingraham Trail          | Йеллоунайф, СЗТ                         | озеро Тиббит, СЗТ    | 69,2                | 69,2                 |
| 5     | Трасса Форт-Смит       | англ. Fort Smith Highway      | около Хей-Ривер, СЗТ                    | Форт-Смит, СЗТ       | 266,0               | 266,0                |
| 6     | Трасса Форт-Резольюшен | англ. Fort Resolution Highway | около Хей-Ривер, СЗТ                    | Форт-Резольюшен, СЗТ | 90,0                | 90,0                 |
| 7     | Трасса Лиард           | англ. Liard Highway           | около Форт-Нельсон, Британская Колумбия | Форт-Симпсон, СЗТ    |                     | 254,1                |
| 8     | Трасса Демпстер        | англ. Dempster Highway        | 40 км трассы Клондайк, Юкон             | Иннувик, СЗТ         | 732,6               | 272,5                |

## Зимние трассы
Министерство транспорта Северо-Западных территорий поддерживает несколько зимний трасс. Ниже представлены трассы в том порядке, в каком они расположены в регулирующем документе.
| Номер | Название                          | Оригин.название                                        | Начало                             | Конец         | Протяженность |
| ----- | --------------------------------- | ------------------------------------------------------ | ---------------------------------- | ------------- | ------------- |
| 1     | Зимняя трасса Аклавик             | Aklavik Ice Road                                       | 29,8 км трассы Инувик - Тактояктук | Аклавик       | 86,0          |
| 2     | Зимняя трасса Дета                | Dettah Ice Road                                        | Залив Йеллоунайф                   | Дета          | 6,3           |
| 3     | Зимняя трасса Форт-Франклин       | Fort Franklin Winter Road                              | 914,3 км зимней трассы Маккензи    | Форт-Франклин | 105,3         |
| 4     | Зимняя трасса Инувик - Тактояктук | Inuvik-Tuktoyaktuk Ice Road                            | Инувик                             | Тактояктук    | 194,0         |
| 5     | Зимняя трасса Лак-Ла-Мартр        | Lac La Martre Winter Road                              | 236,5 км трассы Йеллоунайф         | Лак-Ла-Мартр  | 145,0         |
| 6     | Зимняя трасса Маккензи            | Mackenzie Highway (Wrigley-Fort Good Hope) Winter Road | Ригли                              | Форт-Гуд-Хоп  | 486,4         |
| 7     | Зимняя трасса Наханни-Бьютт       | Nahanni Butte Winter Road                              | 129,5 км трассы Лиард              | Наханни-Бьютт | 22,3          |
| 8     | Зимняя трасса Раи-Лейк            | Rae Lakes Ice Road                                     | 103 км зимней трассы Лак-Ла-Мартр  | Раи-Лейк      | 100,0         |
| 9     | Зимняя трасса Троут-Лейк          | Trout Lake Winter Road                                 | 321,6 км трассы Маккензи           | Троут-Лейк    | 126,0         |

## Паромные переправы
Ниже представлены пять основных паромных переправ. Дано расстояние от начала трассы или от границы с провинцией, если трасса не является внутренней.
| Название      | Оригин.название | Река     | Трасса          | Расстояние по трассе, км |
| ------------- | --------------- | -------- | --------------- | ------------------------ |
| Лафферти      |                 | Лиард    | Трасса Маккензи | 457                      |
| Джонни Беренс |                 | Маккензи | Трасса Маккензи | 548                      |